# Sin City (студия)
Sin City — американская порно-киностудия. Владельцем компании является Дэвид Штурман, который является сыном Рувима Штурмана. Джаред, сын Дэвида, является генеральным директором. В 2007 году он подписал двухлетний эксклюзивный контракт с Tory Lane. Однако уже в мае 2008 года Тори расторгла контракт.

## Награды
The following is a selection of major awards Sin City has won.
- AVN awards 1996 года — 'Лучшая групповая лента' за 30 парней для Сэнди[4]
- AVN awards 2001 года — 'Лучший фильм' за Фигуры[4]
- AVN awards 2008 года — 'Лучший сериал' за Дементия[4]